# Affine Lie-Algebra
Eine affine Lie-Algebra ist in der Mathematik eine unendlichdimensionale Lie-Algebra, die auf kanonische Weise aus einer endlichdimensionalen Lie-Algebra konstruiert wird. Dies ermöglicht die Konstruktion affiner Kac-Moody-Algebren.

## Definition
Sei {\displaystyle {\mathfrak {g}}} eine endlich-dimensionale Lie-Algebra. Dann ist die zugehörige affine Lie-Algebra {\displaystyle {\hat {\mathfrak {g}}}} definiert als der Vektorraum
{\displaystyle {\hat {\mathfrak {g}}}={\mathfrak {g}}\otimes \mathbb {C} [t,t^{-1}]\oplus \mathbb {C} c}
mit der Kommutator-Relation
{\displaystyle \left[a\otimes t^{n}+\alpha c,b\otimes t^{m}+\beta c\right]=\left[a,b\right]\otimes t^{n+m}+\langle a,b\rangle n\delta _{m+n,0}c}
für {\displaystyle a,b\in {\mathfrak {g}},\alpha ,\beta \in \mathbb {C} ,n,m\in \mathbb {Z} }. Hierbei bedeutet {\displaystyle \left[a,b\right]} die Lie-Klammer in {\displaystyle {\mathfrak {g}}}, {\displaystyle \langle a,b\rangle } die Killing-Form von {\displaystyle {\mathfrak {g}}} und {\displaystyle \mathbb {C} [t,t^{-1}]} ist die assoziative Algebra der Laurent-Polynome.
{\displaystyle c} ist ein Element des Zentrums der Liealgebra und {\displaystyle \mathbb {C} c} ist daher ein zentrales Ideal. Weiter hat man eine kurze exakte Sequenz
{\displaystyle 0\rightarrow \mathbb {C} c\rightarrow {\hat {\mathfrak {g}}}\rightarrow {\mathfrak {g}}\otimes \mathbb {C} [t,t^{-1}]\rightarrow 0}
von Lie-Algebren.

## Erweiterte affine Lie-Algebra
Wir definieren durch die Formeln
{\displaystyle d(c):=0}
{\displaystyle d(a\otimes f):=a\otimes (t{\frac {\mathrm {d} }{\mathrm {d} t}})(f),\quad a\in {\mathfrak {g}},f\in \mathbb {C} [t,t^{-1}]}
eine Derivation auf {\displaystyle {\hat {\mathfrak {g}}}}. Beachte dazu, dass durch den Differentialoperator {\displaystyle t{\frac {\mathrm {d} }{\mathrm {d} t}}} eine Derivation auf {\displaystyle \mathbb {C} [t,t^{-1}]} erklärt ist. Die erweiterte affine Lie-Algebra {\displaystyle {\tilde {\mathfrak {g}}}} entsteht aus {\displaystyle {\hat {\mathfrak {g}}}} durch Adjunktion dieser Derivation, das heißt
{\displaystyle {\tilde {\mathfrak {g}}}:=\mathbb {C} d\ltimes {\hat {\mathfrak {g}}}},
wobei {\displaystyle \ltimes } für die semidirekte Summe steht.
Die so konstruierte Algebra {\displaystyle {\tilde {\mathfrak {g}}}} heißt die zu {\displaystyle {\mathfrak {g}}} gehörige erweiterte affine Lie-Algebra oder einfach erweiterte affine Algebra.

## Kac-Moody-Algebren affinen Typs
Aus den bekannten endlich-dimensionalen einfachen Lie-Algebren An, Bn, Cn, Dn, E6, E7, E8, F4, G2 kann man mittels obiger Konstruktion die  Kac-Moody-Algebren affinen Typs konstruieren, genauer die ungetwisteten Kac-Moody-Algebren affinen Typs. Weitere treten als Fixpunktalgebren gewisser Automorphismen auf, man spricht dann von getwisteten Kac-Moody-Algebren affinen Typs. Wir konstruieren im Folgenden sämtliche Kac-Moody-Algebren affinen Typs, die von unzerlegbaren verallgemeinerten Cartan-Matrizen herrühren. Dies sind sogenannte Realisierungen der abstrakt definierten Kac-Moody-Algebren, das heißt man erhält zu jeder Kac-Moody-Algebra affinen Typs mit unzerlegbarer, verallgemeinerter Cartan-Matrix einen konkreten Vektorraum mit einer Lie-Klammer wie oben angegeben, so dass diese Lie-Algebra der entsprechenden Isomorphieklasse angehört.

### Ungetwistete Kac-Moody-Algebren affinen Typs
Für {\displaystyle {\mathfrak {g}}} wählen wir in obiger Konstruktion die endlichdimensionalen einfachen Lie-Algebren {\displaystyle A_{n}}, {\displaystyle B_{n}}, {\displaystyle C_{n}}, {\displaystyle D_{n}}, {\displaystyle E_{6}}, {\displaystyle E_{7}}, {\displaystyle E_{8}}, {\displaystyle F_{4}}, {\displaystyle G_{2}}, wobei die angegebenen Typen die einfache Lie-Algebra bis auf Isomorphie charakterisieren.
Dann bezeichnet man die erweiterten affinen Lie-Algebren daraus mit {\displaystyle {\tilde {A}}_{n}}, {\displaystyle {\tilde {B}}_{n}}, {\displaystyle {\tilde {C}}_{n}}, {\displaystyle {\tilde {D}}_{n}}, {\displaystyle {\tilde {E}}_{6}}, {\displaystyle {\tilde {E}}_{7}}, {\displaystyle {\tilde {E}}_{8}}, {\displaystyle {\tilde {F}}_{4}}, {\displaystyle {\tilde {G}}_{2}}. Es handelt sich um Kac-MoodyAlgebren affinen Typs mit  unzerlegbaren verallgemeinerten Cartan-Matrizen. Wir geben neben diesen auch die zugehörigen Dynkin-Diagramme an.
| Typ                                        | Verallgemeinerte Cartan-Matrix | Dynkin-Diagramm |
| ------------------------------------------ | --- | --------------- |
| {\displaystyle {\tilde {A}}_{n},\,n\geq 1} | {\displaystyle {\begin{pmatrix}2&-1&&&&&-1\\-1&2&-1&&&&\\&-1&.&.&&&\\&&.&.&.&&\\&&&.&.&-1&\\&&&&-1&2&-1\\-1&&&&&-1&2\\\end{pmatrix}}}                                             |                 |
| {\displaystyle {\tilde {B}}_{n},\,n\geq 3} | {\displaystyle {\begin{pmatrix}2&&-1&&&&\\&2&-1&&&&\\-1&-1&2&-1&&&\\&&-1&.&.&&\\&&&.&.&-1&\\&&&&-1&2&-1\\&&&&&-2&2\\\end{pmatrix}}}                                               |                 |
| {\displaystyle {\tilde {C}}_{n},\,n\geq 2} | {\displaystyle {\begin{pmatrix}2&-1&&&&&\\-2&2&-1&&&&\\&-1&.&.&&&\\&&-1&.&-1&&\\&&&.&.&-1&\\&&&&-1&2&-2\\&&&&&-1&2\\\end{pmatrix}}}                                               |                 |
| {\displaystyle {\tilde {D}}_{n},\,n\geq 4} | {\displaystyle {\begin{pmatrix}2&&-1&&&&\\&2&-1&&&&\\-1&-1&.&.&&&\\&&-1&.&-1&&\\&&&.&.&-1&-1\\&&&&-1&2&\\&&&&-1&&2\\\end{pmatrix}}}                                               |                 |
| {\displaystyle {\tilde {E}}_{6}}           | {\displaystyle {\begin{pmatrix}2&&&&-1&&\\&2&-1&&&&\\&-1&2&-1&&&\\&&-1&2&-1&-1&\\-1&&&-1&2&&\\&&&-1&&2&-1\\&&&&&-1&2\\\end{pmatrix}}}                                             |                 |
| {\displaystyle {\tilde {E}}_{7}}           | {\displaystyle {\begin{pmatrix}2&&&&&&&-1\\&2&-1&&&&&\\&-1&2&-1&&&&\\&&-1&2&-1&&&\\&&&-1&2&-1&-1&\\&&&&-1&2&&\\&&&&-1&&2&-1\\-1&&&&&&-1&2\\\end{pmatrix}}}                        |                 |
| {\displaystyle {\tilde {E}}_{8}}           | {\displaystyle {\begin{pmatrix}2&-1&&&&&&&\\-1&2&-1&&&&&&\\&-1&2&-1&&&&&\\&&-1&2&-1&&&&\\&&&-1&2&-1&&&\\&&&&-1&2&-1&-1&\\&&&&&-1&2&&\\&&&&&-1&&2&-1\\&&&&&&&-1&2\\\end{pmatrix}}} |                 |
| {\displaystyle {\tilde {F}}_{4}}           | {\displaystyle {\begin{pmatrix}2&-1&&&\\-1&2&-1&&\\&-1&2&-1&\\&&-2&2&-1\\&&&-1&2\\\end{pmatrix}}}                                                                                 |                 |
| {\displaystyle {\tilde {G}}_{2}}           | {\displaystyle {\begin{pmatrix}2&-1&\\-1&2&-1\\&-3&2\\\end{pmatrix}}} |                 |

Beachte, dass die Matrixgröße, das heißt die Zeilen- bzw. Spaltenzahl, um eins größer ist als der Index des Typnamens. Genauso verhält es sich mit der Anzahl der Knoten des zugehörigen Dynkin-Diagramms.

### Getwistete Kac-Moody-Algebren affinen Typs

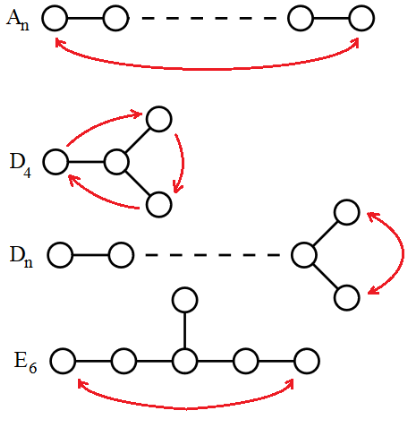
Die nicht-trivialen Automorphismen der Dynkin-Diagramme

Die weiteren Kac-Moody-Algebren affinen Typs können als Unteralgebren ungetwisteter Kac-Moody-Algebren konstruiert werden, genauer als Fixpunktalgebra eines Automorphismus. Im Folgenden sei {\displaystyle \sigma :{\mathfrak {g}}\rightarrow {\mathfrak {g}}} der Automorphismus, der zu einem der nebenstehend abgebildeten Graphautomorphismen der Dynkin-Diagramme zu {\displaystyle A_{n}}, {\displaystyle D_{n}} und {\displaystyle E_{6}} gehört. Eine Besonderheit tritt bei {\displaystyle D_{4}} auf, hier gibt es einen zusätzliche Automorphismus der Ordnung 3, alle anderen Automorphismen haben offenbar die Ordnung 2. Dazu konstruieren wir nun Automorphismen {\displaystyle \tau } auf den erweiterten affinen Lie-Algebren, indem wir definieren:
{\displaystyle \tau (a\otimes t^{m})=e^{2\pi \mathrm {i} m/\mathrm {ord} (\sigma )}\cdot \sigma (a)\otimes t^{m}}
{\displaystyle \tau (c)=c,\quad \tau (d)=d}
Der skalare Faktor ist eine {\displaystyle \mathrm {ord} (\sigma )}-te Einheitswurzel. Würde man statt dieser einfach 1 verwenden, so erhielte man auch Automorphismen, die aber nicht das Gewünschte leisten. Wegen der Einheitswurzel spricht man von getwisteten Automorphismen und nennt daher auch die Fixpunktalgebren
{\displaystyle {\mathfrak {g}}^{\tau }:=\{x\in {\mathfrak {g}}\mid \tau (x)=x\}}
getwistete Algebren. Mittels dieser Konstruktion können die restlichen Kac-Moody-Algebren affinen Typs mit den Standardbezeichnungen {\displaystyle {\tilde {B}}_{n}^{t}}, {\displaystyle {\tilde {C}}_{n}^{t}}, {\displaystyle {\tilde {F}}_{4}^{t}}, {\displaystyle {\tilde {G}}_{2}^{t}}, {\displaystyle {\tilde {A}}_{1}'}, {\displaystyle {\tilde {C}}_{n}'} konstruiert werden. Man verwendet dieselben Namen für die zugehörigen verallgemeinerten Cartan-Matrizen sowie für die zugehörigen Dynkin-Diagramme. Das hochgestellte t steht nicht für einen Automorphismus, sondern für Matrixtransposition.
Man erhält folgende Aufstellung:
| Typ                                            | Fixpunktalgebra                             | Verallgemeinerte Cartan-Matrix | Dynkin-Diagramm |
| ---------------------------------------------- | ------------------------------------------- | --- | --------------- |
| {\displaystyle {\tilde {B}}_{n}^{t},\,n\geq 3} | {\displaystyle {\tilde {A}}_{2n-1}^{\tau }} | {\displaystyle {\begin{pmatrix}2&&-1&&&&\\&2&-1&&&&\\-1&-1&.&.&&&\\&&-1&.&-1&&\\&&&.&.&-1&\\&&&&-1&2&-2\\&&&&&-1&2\\\end{pmatrix}}} |                 |
| {\displaystyle {\tilde {C}}_{n}^{t},\,n\geq 2} | {\displaystyle {\tilde {D}}_{n+1}^{\tau }}  | {\displaystyle {\begin{pmatrix}2&-2&&&&&\\-1&2&-1&&&&\\&-1&.&-1&&&\\&&.&.&.&&\\&&&-1&.&-1&\\&&&&-1&2&-1\\&&&&&-2&2\\\end{pmatrix}}} |                 |
| {\displaystyle {\tilde {F}}_{4}^{t}}           | {\displaystyle {\tilde {E}}_{6}^{\tau }}    | {\displaystyle {\begin{pmatrix}2&-1&&&\\-1&2&-1&&\\&-1&2&-2&\\&&-1&2&-1\\&&&-1&2\\\end{pmatrix}}}                                   |                 |
| {\displaystyle {\tilde {G}}_{2}^{t}}           | {\displaystyle {\tilde {D}}_{4}^{\tau }}    | {\displaystyle {\begin{pmatrix}2&-1&\\-1&2&-3\\&-1&2\\\end{pmatrix}}}                                                               |                 |
| {\displaystyle {\tilde {A}}_{1}'}              | {\displaystyle {\tilde {A}}_{2}^{\tau }}    | {\displaystyle {\begin{pmatrix}2&-1\\-4&2\\\end{pmatrix}}}                                                                          |                 |
| {\displaystyle {\tilde {C}}_{n}',\,n\geq 2}    | {\displaystyle {\tilde {A}}_{2n}^{\tau }}   | {\displaystyle {\begin{pmatrix}2&-2&&&&&\\-1&2&-1&&&&\\&-1&.&-1&&&\\&&.&.&.&&\\&&&.&.&-1&\\&&&&-1&2&-2\\&&&&&-1&2\\\end{pmatrix}}}  |                 |

Für die Größen der Matrizen und Dynkin-Diagramme gilt das für die ungetwisteten Algebren Gesagte. Ferner beachte, dass {\displaystyle {\tilde {D}}_{4}^{\tau }} in obiger Liste zweimal vorkommt. Es handelt sich bei den zwei Fällen um verschiedene Automorphismen {\displaystyle \tau }, für {\displaystyle {\tilde {G}}_{2}^{t}} wird der Autorphismus des oben genannten Sonderfalls für {\displaystyle D_{4}} verwendet, für {\displaystyle {\tilde {D}}_{n+1}^{\tau }} mit {\displaystyle n=3} ist es der Automorphismus, der nur die zwei Enden des Dynkin-Diagramms austauscht.